# Arthroleptella lightfooti
Arthroleptella lightfooti (tên tiếng Anh: Lightfoot's Moss Frog) là một loài ếch thuộc họ Petropedetidae.
Đây là loài đặc hữu của Nam Phi.
Môi trường sống tự nhiên của chúng là rừng ôn đới, thảm cây bụi kiểu Địa Trung Hải, và sông ngòi.
Chúng hiện đang bị đe dọa vì mất môi trường sống.